# António de Oliveira de Cadornega

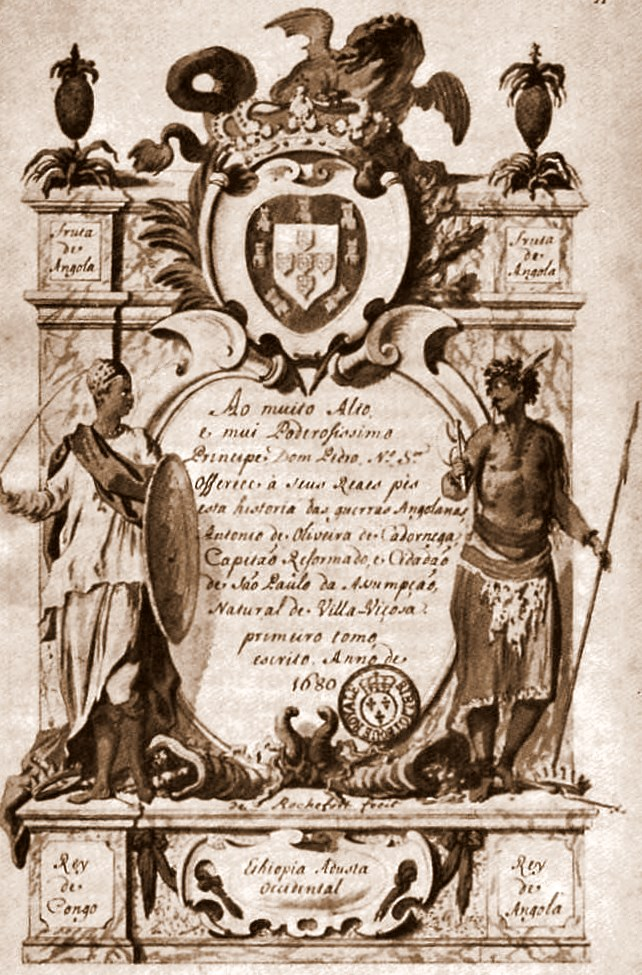
Frontispício do manuscrito da História geral das guerras angolanas de Cadornega, escrito em 1680.

António de Oliveira de Cadornega (Vila Viçosa, 1623 — Luanda, 1690) foi um militar e historiador português radicado em Angola.
Nascido numa família de cristãos-novos de Vila Viçosa, Cadornega estudou português e latim nas aulas dos frades de Santo Agostinho. Com apenas 16 anos, ofereceu-se como voluntário para a vida militar, embarcando para Angola no mesmo navio que transportava o recém-nomeado governador-geral, Pedro César de Meneses.
Chegado a Luanda a 18 de Outubro de 1639, Cadornega assistiu à tomada da cidade pelos holandeses, refugiando-se no interior, na Vila da Vitória de Massangano, tal como a maioria da população branca da cidade. Colocado no Forte de Massangano durante 28 anos, Cadornega foi, em 1649, promovido a capitão, casando com a filha de Fernão Rodrigues, um dos primeiros povoadores de Luanda.
Reformando-se do exército, Cadornega foi nomeado juiz ordinário de Massangano, trocando correspondência com a rainha Jinga. António de Oliveira de Cadornega fez ainda parte do Senado da Câmara de Massangano e foi o primeiro provedor da Misericórdia da vila. Em 1669, mudou a sua residência para Luanda, onde foi vereador da Câmara, assinando papéis nessa qualidade ainda em 1685.
António de Oliveira de Cadornega faleceu em 1690 em Luanda.

## Legado
Autodidacta, Cadornega deixou obra vasta e preciosa sobre a ocupação portuguesa de Angola nos séculos XVI e XVII, com destaque para a História Geral das Guerras Angolanas, em três volumes, concluída em 1681. As campanhas militares são o assunto principal da sua obra. Para a sua redacção consultou muitas testemunhas dos acontecimentos, especialmente nos missionários capuchinhos António de Gaeta e João António Cavazzi de Montecúccolo. A rainha Jinga, pela qual Cadornega esteve literalmente fascinado, é a personagem mais presente na sua história.
Cadornega forneceu elementos essenciais a numerosos historiadores actuais, designadamente C. R. Boxer, Beatrix Heintze, Gladwyn Murray Childs, John Thornton, entre outros. Cadornega inspirou, também, o escritor angolano Pepetela no seu romance A Gloriosa Família.

## Obra
- História geral das guerras angolanas - 1680, anot. e corrigido por José Matias Delgado, Lisboa, Agência-Geral do Ultramar, 1972, 3 vols., Reprodução fac-similada da ed. de 1940
- Descrição de Vila Viçosa, introd., proposta de leitura e notas de Heitor Gomes Teixeira, Lisboa, INCM, 1982

São-lhe também atribuídos dois manuscritos que se perderam:
- Compendio da expugnação do Reyno de Benguela, e das terras adjacentes.
- Historia de todas as cousas, que succederão em Angola no tempo dos Governadores, que a governarão depois da guerra atè D. João de Lancastro, 4 tomos.